# Unionville (Géorgie)
Pour les articles homonymes, voir Unionville.
Unionville est une census-designated place située dans le comté de Tift, dans l’État de Géorgie, aux États-Unis. Lors du recensement de 2020, elle comptait 1 688 habitants.